# Miranda Maverick
Miranda Maverick (Jefferson City, 1 de julho de 1997) é uma lutadora americana de artes marciais mistas, atualmente competindo no peso mosca feminino do Ultimate Fighting Championship.

## Início
Maverick nasceu em Jefferson City, Missouri. Ela começou a treinar jiu-jítsu aos 16 anos após incentivo de seu pai enquanto assistiam uma luta de Ronda Rousey na televisão.

## Carreira no MMA

### Invicta Fighting Championships
Maverick fez sua estreia no MMA em 18 de novembro de 2016 no Invicta FC 20: Evinger vs. Kunitskaya contra Samantha Diaz. Maverick venceu por finalização no primeiro round.
Sua segunda luta veio em 25 de março de 2017 no Invicta FC 22: Evinger vs. Kunitskaya II contra Kalyn Schwartz. Ela venceu novamente por finalização no primeiro round.
Em 15 de julho de 2017, Maverick enfrentou Gabby Romero no Invicta FC 24: Dudieva vs. Borella. Ela venceu por decisão unânime.
Sua próxima luta veio em 21 de julho de 2018 contra Brogan Walker-Sanchez no Invicta FC 30. Ela venceu por decisão unânime. she lost the fight via unanimous decision.
Maverick enfrentou Victoria Leonardo em 1 de setembro de 2018 no Invicta FC 31: Jandiroba vs. Morandin. Ela venceu por finalização.
No Invicta 34 em fevereiro de 2019, Maverick foi derrotada por DeAnna Bennett.
Maverick derrotou Pearl Gonzalez no Invicta FC 39 em 7 de fevereiro de 2020.

## Cartel no MMA
| Cartel no MMA   |             |            |
| 14 lutas        | 10 vitórias | 4 derrotas |
| Por nocaute     | 1           | 0          |
| Por finalização | 6           | 0          |
| Por decisão     | 3           | 4          |

| Res.    | Cartel | Oponente              | Método                               | Evento                                   | Data       | Round | Tempo | Local                 | Notas                  |
| ------- | ------ | --------------------- | ------------------------------------ | ---------------------------------------- | ---------- | ----- | ----- | --------------------- | ---------------------- |
| Vitória | 10-4   | Sabina Mazo           | Finalização (mata-leão)              | UFC Fight Night: Santos vs. Ankalaev     | 12/03/2022 | 2     | 2:15  | Las Vegas, Nevada     |                        |
| Derrota | 9-4    | Erin Blanchfield      | Decisão (unânime)                    | UFC 269: Oliveira vs. Poirier            | 11/12/2021 | 3     | 5:00  | Las Vegas, Nevada     |                        |
| Derrota | 9-3    | Maycee Barber         | Decisão (dividida)                   | UFC on ESPN: Sandhagen vs. Dillashaw     | 24/07/2021 | 3     | 5:00  | Enterprise, Nevada    |                        |
| Vitória | 9-2    | Gillian Robertson     | Decisão (unânime)                    | UFC 260: Miocic vs. Ngannou 2            | 27/03/2021 | 3     | 5:00  | Las Vegas, Nevada     |                        |
| Vitória | 8-2    | Liana Jojua           | Nocaute Técnico (interrupção médica) | UFC 254: Khabib vs. Gaethje              | 24/10/2020 | 1     | 5:00  | Abu Dhabi             | Estreia no UFC.        |
| Vitória | 7-2    | Pearl Gonzalez        | Decisão (unânime)                    | Invicta FC 39: Frey vs. Cummins II       | 07/02/2020 | 3     | 5:00  | Kansas City, Kansas   |                        |
| Vitória | 6-2    | DeAnna Bennett        | Finalização (mata leão)              | Invicta FC Phoenix Series 2              | 06/09/2019 | 3     | 3:38  | Kansas City, Kansas   |                        |
| Vitória | 5-2    | Heather Walker-Leahy  | Finalização (guilhotina)             | Shogun Fights 22                         | 13/07/2019 | 1     | 1:38  | Oxon Hill, Maryland   |                        |
| Derrota | 4-2    | DeAnna Bennett        | Decisão (unânime)                    | Invicta FC 34: Porto vs. Gonzalez        | 15/02/2019 | 3     | 5:00  | Kansas City, Missouri |                        |
| Vitória | 4-1    | Victoria Leonardo     | Finalização (chave de braço)         | Invicta FC 31: Jandiroba vs. Morandin    | 01/09/2018 | 1     | 3:26  | Kansas City, Missouri |                        |
| Derrota | 3-1    | Brogan Walker-Sanchez | Decisão (unânime)                    | Invicta FC 30: Frey vs. Grusander        | 21/07/2018 | 3     | 5:00  | Kansas City, Missouri |                        |
| Vitória | 3-0    | Gabby Romero          | Decisão (unânime)                    | Invicta FC 24: Dudieva vs. Borella       | 15/07/2017 | 3     | 5:00  | Kansas City, Missouri |                        |
| Vitória | 2-0    | Kalyn Schwartz        | Finalização (chave de braço)         | Invicta FC 22: Evinger vs. Kunitskaya II | 25/03/2017 | 1     | 3:01  | Kansas City, Missouri |                        |
| Vitória | 1-0    | Samantha Diaz         | Finalização (mata leão)              | Invicta FC 20: Evinger vs. Kunitskaya    | 18/11/2016 | 1     | 4:26  | Kansas City, Missouri | Estreia no Peso Mosca. |